# José Vilarasau Salat

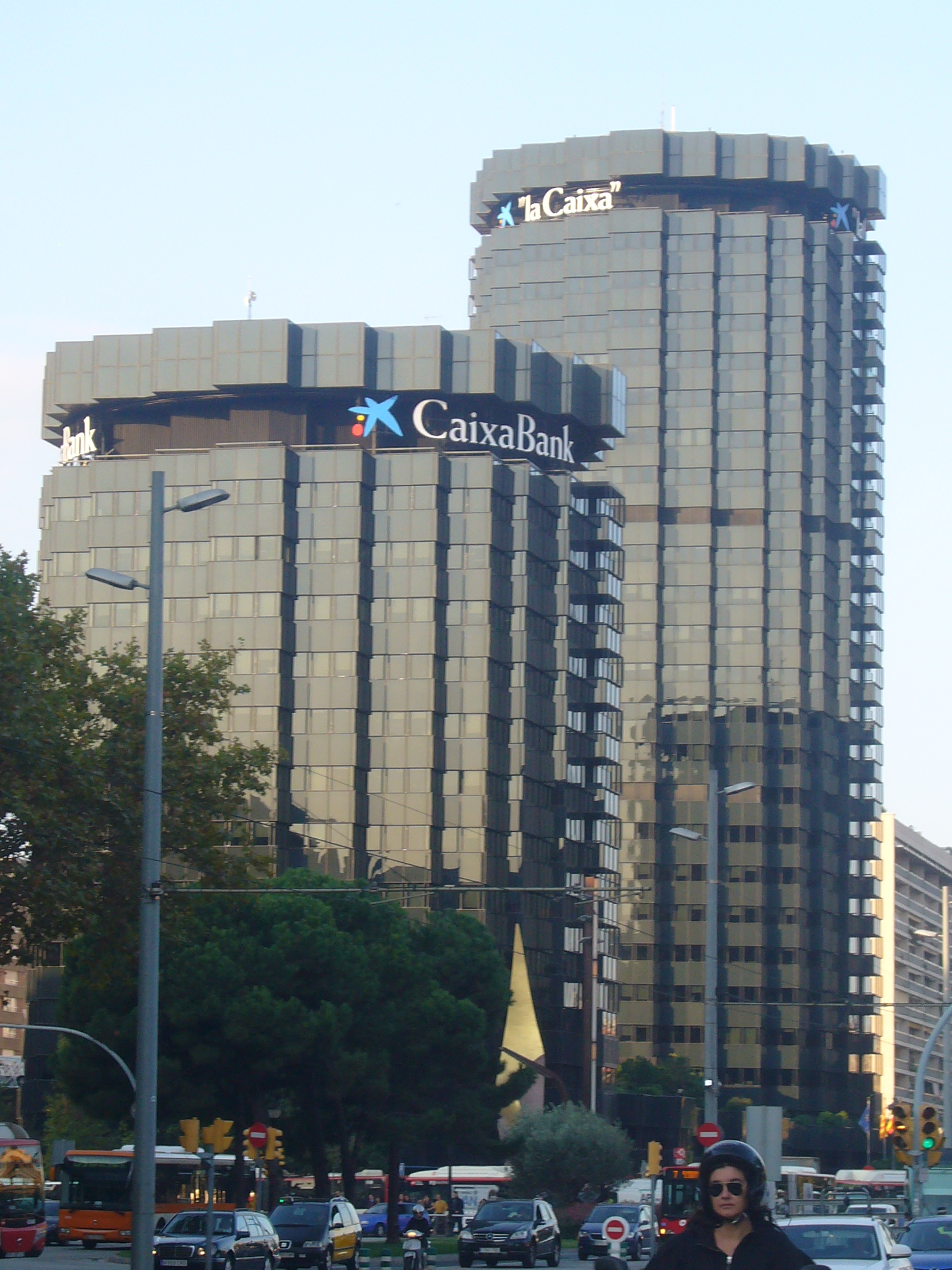
Vilarasau transformó la antigua Caja de Pensiones -una entidad provinciana y sin influencia- en el actual gigante financiero internacional. Durante su mandato, se construyeron las emblemáticas Torres de "la Caixa" en la Avenida Diagonal de Barcelona, actual sede de la entidad. Son un ejemplo de la transformación de la entidad realizada por Vilarasau.

José Vilarasau Salat (también conocido en catalán como: Josep Vilarasau i Salat) (Barcelona, 20 de febrero de 1931) fue el primer ejecutivo de La Caixa durante 27 años (entre 1976 y 2003), siendo el artífice de la transformación de una entidad de ahorro regional en el gigante financiero internacional que es en la actualidad.  Aún continua vinculado a la entidad como Presidente de Honor. 

## Biografía
Estudió en el Colegio La Salle Bonanova, de Barcelona, donde fue compañero de clase de Ricardo Fornesa, quien será su sucesor en la presidencia de La Caixa décadas después. Es primo de Carlos Ferrer Salat, quien fuera presidente del Comité Olímpico Español.
Doctor ingeniero industrial, Licenciado en Ciencias Económicas y Empresariales, Postgrado en la Universidad de Mánchester. Fue profesor de Economía en la Escuela Superior de Ingenieros Industriales de la Universidad Politécnica de Madrid (1962-1972).  Doctor honoris causa por la Universidad de Indiana.
Su primer trabajo, después de obtener el título de Ingeniero Industrial, fue el de ayudante en un despacho de auditoría de cuentas, repasando la contabilidad de "Autonacional, S.A.", fabricante del famoso Biscúter. Este primer trabajo define bien su carácter: sin tener conocimientos de auditoría, dedicó todo su esfuerzo y entusiasmo en realizarlo: «Siguiendo el hilo de Ariadna de los mensajes internos de la empresa, descubre el ovillo de la burocracia: el más insignificante papel recorre 63 tramos -personas o departamentos- antes de llegar a buen puerto.».

### Tecnócrata del Régimen
En 1958 obtiene plaza, por oposición, en el "cuerpo de ingenieros del Ministerio de Hacienda". Su primer destino fue Lugo, donde su método de trabajo también nos muestra su carácter: Para inspeccionar la industria del calzado, en vez de acudir a los fabricantes de calzado, inspeccionó la industria del cartón para cajas de zapatos y a sus clientes.
A finales de los años 60, y hasta el inicio de la Transición, lo encontramos en la cocina económica y financiera del Régimen: En 1966 es nombrado director general adjunto de la Compañía Telefónica Nacional de España por el entonces presidente Federico Silva Muñoz. En noviembre de 1969 es nombrado director general del Tesoro y Presupuestos, del Ministerio de Hacienda, cuando Alberto Monreal Luque era ministro. En enero de 1972 es nombrado director general de Política Financiera del mismo Departamento. En febrero de 1974 es nombrado director general de CAMPSA. De esta etapa, Vilarasau publica en sus Memorias que él y sus compañeros: «Éramos intrínsecamente apolíticos y visceralmente liberales».

## Primer ejecutivo de "La Caixa"
El 2 de marzo de 1976 es nombrado director general de la Caja de Pensiones para la Vejez y de Ahorros, por el entonces Presidente, Narciso de Carreras, tras la jubilación del anterior director general, Enrique Luño Peña. En aquella época, la Caja de Pensiones era una entidad de ahorro pequeña, provinciana, desconocida y sin ninguna influencia. Sus compañeros de Madrid no podían entender cómo Vilarasau cambiaba el centro financiero y político por aquella entidad. «Pero Vilarasau, ingeniero, profesor de economía con el bagaje de su paso por Manchester, sí sabía a dónde iba. Con la precisión del ingeniero había estudiado meticulosamente la caja, y descubierto sus inmensas posibilidades. Aceptó el reto y empezó a remover obstáculos.»
José Vilarasau como director general, primero de la Caja de Pensiones para la Vejez y de Ahorros y después de la actual La Caixa, lideró la expansión de la entidad, situándola en las primeras posiciones del ránquing de entidades financieras de España. "La Caixa" tenía en 1976, cuando llegó a la entidad, poco más de 320 oficinas y 3.000 empleados; unos resultados de 2.655 millones de pesetas; y una capacidad de influencia prácticamente nula. Pero 12 años después, cuando José Vilarasau abandonó la Dirección General para ocupar la Presidencia Ejecutiva, "la Caixa" disponía de una red de 4.000 oficinas y 17.500 empleados; generó unos beneficios de 110.000 millones de pesetas; y era accionista de referencia de las siguientes compañías: Telefónica, Repsol, Gas Natural, Aguas de Barcelona, Abertis y Port Aventura. Durante su mandato, se construyeron las emblemáticas Torres de "la Caixa" en la Avenida Diagonal de Barcelona, actual sede operativa de la entidad en Barcelona.
Compaginó su actividad financiera en "la Caixa" con la dirección de alguna de sus participadas. Así, desde el 31 de enero de 1989 hasta el 17 de noviembre de 1998 fue Presidente de Autopistas, Concesionaria Española, S.A. (ACESA), actual Abertis.
El 27 de julio de 1990, tras la fusión entre   la Caja de Pensiones y la Caja de Barcelona, es nombrado director general de la entidad resultante, la Caja de Ahorros y Pensiones de Barcelona, La Caixa. 
El 28 de enero de 1999, tras la jubilación de Juan Antonio Samaranch, es nombrado presidente ejecutivo de “la Caixa” y de la Fundación "la Caixa".
Es obligado -por la nueva Ley de Cajas, hecha por Jordi Puyol "a medida contra él", contrariado por la independencia que mostraba Vilarasau respecto a directrices políticas de Pujol y su partido CiU- a abandonar la primera línea directiva, para que fuese reemplazado por alguien más "receptivo": El 20 de marzo de 2003 deja la presidencia ejecutiva de "la Caixa", pasando a ser Presidente de Honor de La Caixa y de la Fundación "la Caixa".  Desde entonces, ejerce actividades de representación de la entidad cuando el presidente ejecutivo se lo pide, manteniendo un despacho y secretaría en el antiguo asilo de Santa Lucía, al lado del CosmoCaixa.
Gran aficionado a la música, especialmente a la Ópera, tuvo una sala de música en su despacho de La Caixa de la Avenida Diagonal, de Barcelona.

### Relación amor-odio con Pujol
En los 27 años en que Vilarasau fue su primer ejecutivo, La Caixa mantuvo su independencia respecto del poder nacionalista (salvo excepciones, como el caso de las primas únicas y la fusión con Caja de Barcelona).
En algunas ocasiones, La Caixa de Vilarasau ayudó a Pujol, como en 1994 cuando el empresario modelo de Pujol, Javier de la Rosa, se fue a pique y La Caixa tuvo que acudir al rescate de uno de los proyectos emblemáticos de Pujol: Port Aventura. La Caixa tuvo que tomar las riendas del proyecto, y se convirtió en el accionista mayoritario del parque de atracciones de Vilaseca.
Salvo estas excepciones, Vilarasau no se ha plegado a la voluntad de Pujol. Por eso, no es de extrañar que le obligaran a jubilarse en 2003, mediante una Ley hecha a propósito para tal fin.
Reconoce que tuvo una relación "más bien fría" con Artur Mas, «creo que por ambas partes.», escribe.
Vilarasau afirma que «La Caixa es catalana por casualidad, si fuera madrileña o aragonesa hubiera hecho lo mismo».
Se muestra contrario a la independencia de Cataluña: «Simplemente, no veo la independencia».

## Distinciones
- Premio Juan Lladó en 2000.
- Premio Tiepolo en 2002.
- Premio Cruz de San Jorge en 2004.
- Patrón vitalicio de la Fundación Gala-Salvador Dalí en 2006.

## Obras
- Vilarasau, José (2012). Memorias. RBA Libros. ISBN 9788490061633.